# (20625) Noto
(20625) Noto est un astéroïde de la ceinture principale, découvert par Akira Tsuchikawa le 9 octobre 1999.